# 라빌 게니아툴린

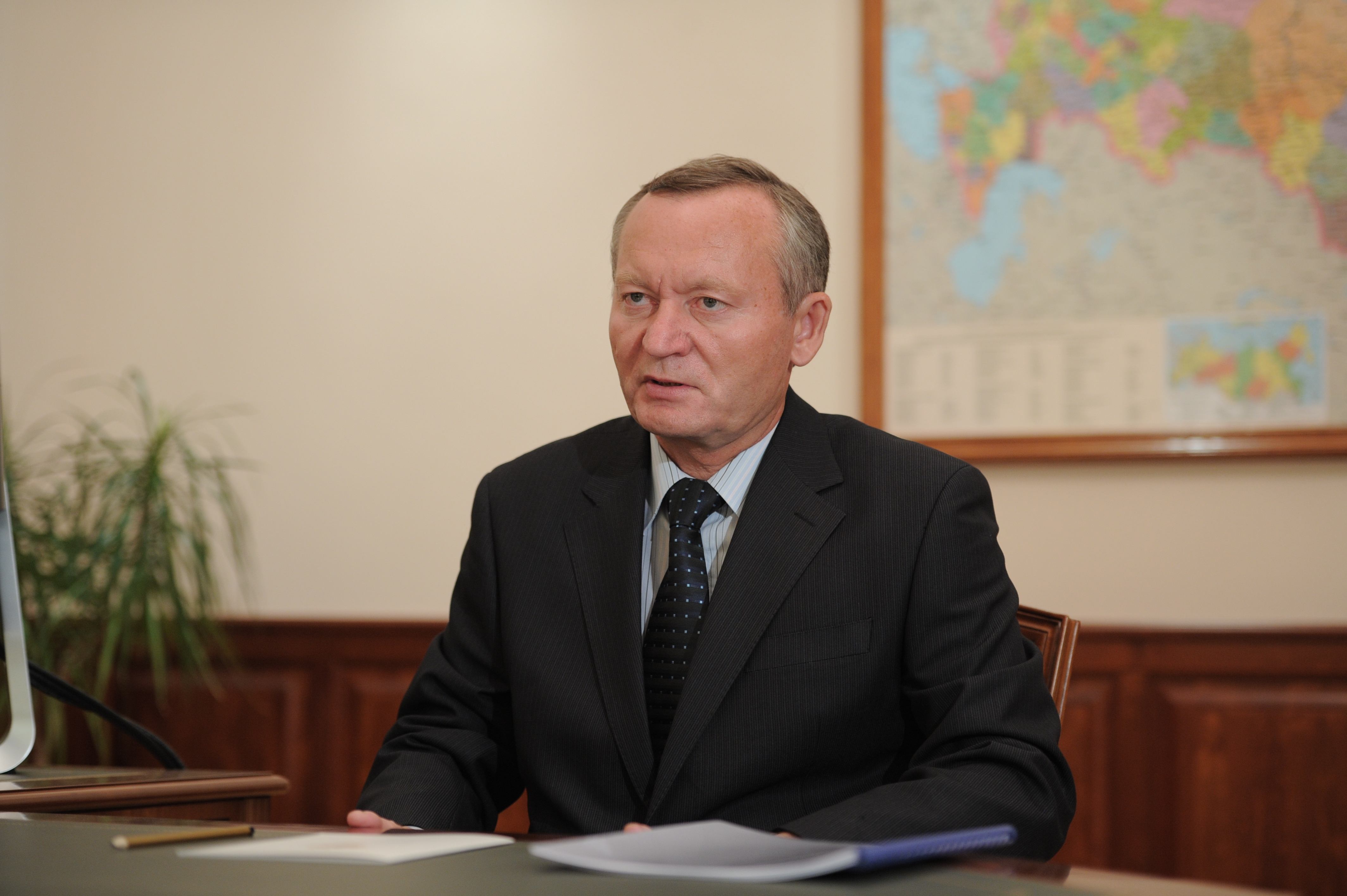

라빌 파리토비치 게니아툴린(러시아어: Рави́ль Фари́тович Гениату́лин; 1955년 12월 20일 - , 치타)는 러시아 자바이칼 지방의 지사이다.

## 약력
그는 러시아인 어머니와 타타르족 아버지 사이에서 태어났다. 하지만 그는 자주 러시아인이라고 말했다. 1973년에서 1975년사이에 소련군에 입대했다. 소련 공산당에 가입했으며, 1991년까지 활동했다. 1991년에서 1996년까지 치타 시의 시장으로 지냈으며, 1996년부터 치타 주 주지사와 러시아 의회의 국회의원으로 지냈다.